# Sadwavirus
Genre
Espèces de rang inférieur
- Chocolate lily virus A
- Dioscorea mosaic associated virus
- Satsuma dwarf virus
- Black raspberry necrosis virus
- Strawberry mottle virus

Sadwavirus est un genre de virus de la famille des Secoviridae, qui comprend cinq espèces. Ce sont des virus à ARN linéaire à simple brin à polarité positive, rattachés à la classe IV de la classification Baltimore, qui infectent les plantes (phytovirus).

## Étymologie
Le nom générique, « Sadwavirus », résulte d'une combinaison de la première syllabe de chaque terme du nom de l'espèce-type, « Satsuma dwarf virus », suivi du suffixe -virus qui caractérise les noms de genres de virus.

## Liste d'espèces
Selon NCBI (27 décembre 2020) :
- sous-genre Cholivirus
  - Sadwavirus alphananas
  - Sadwavirus betananas
  - Sadwavirus dioscoreae
  - Sadwavirus fritillariae
  - Sadwavirus gammananas
- sous-genre Satsumavirus
  - Sadwavirus citri (espèce-type)
- sous-genre Stramovirus
  - Sadwavirus aciphyllae
  - Sadwavirus fragariae
  - Sadwavirus lactucae
  - Sadwavirus rubi